# 하트 일렉
〈하트 일렉〉(ハート・エレキ 하트 에레키[*])은 AKB48의 33번째 싱글이다.
오리콘 연간 3위(등장회수 37주), 싱글트랙 다운로드 골드(10만 DL 이상), 유튜브 조회수 4백 3십만, 빌보드재팬 핫100 연간 10위

## 개요
캐치프레이즈는, 〈집게손가락은 마법의 지팡이〉.
표제곡은, 2013년 9월 18일에 일본 무도관에서 개최된 《AKB48 34th 싱글 선발 가위바위보 대회》에서 첫 피로되었다.
Type-A, Type-K, Type-B, Type-4, 극장반의 5형태로 발매되었다.

## 아트 워크
| Type A | 표지   | 사시하라 리노, 오오시마 유코, 코지마 하루나, 타카하시 미나미, 카시와기 유키                                                                                    |
| Type A | 뒷면   | 이리야마 안나, 미네기시 미나미, 야마모토 사야카, 와타나베 미유키, 오오타 아이카, 카와에이 리나                                                                 |
| Type K | 표지   | 마츠이 레나, 시마자키 하루카, 와타나베 마유, 마츠이 쥬리나, 요코야마 유이                                                                                      |
| Type K | 뒷면   | 사시하라 리노, 오오시마 유코, 코지마 하루나, 타카하시 미나미, 카시와기 유키                                                                                    |
| Type B | 표지   | 이리야마 안나, 미네기시 미나미, 야마모토 사야카, 와타나베 미유키, 오오타 아이카, 카와에이 리나                                                                 |
| Type B | 뒷면   | 사시하라 리노, 오오시마 유코, 코지마 하루나, 타카하시 미나미, 카시와기 유키                                                                                    |
| Type 4 | Type 4 | 위: 사시하라 리노, 오오시마 유코, 코지마 하루나, 타카하시 미나미, 카시와기 유키아래: 마츠이 레나, 시마자키 하루카, 와타나베 마유, 마츠이 쥬리나, 요코야마 유이 |
| 극장반 | 극장반 | 앞줄: 카시와기 유키, 타카하시 미나미, 코지마 하루나, 오오시마 유코뒷줄: 마츠이 쥬리나, 와타나베 마유, 사시하라 리노, 시마자키 하루카                           |

## 수록곡

### Type-A
| #  | 제목                                                   | 작사            | 작곡              | 편곡 | 재생 시간 |
| -- | ------------------------------------------------------ | --------------- | ----------------- | ---- | --------- |
| 1. | 〈ハート・エレキ / 하트 일렉〉                         | 아키모토 야스시 | 마루타니 마나부   | 4:59 |           |
| 2. | 〈快速と動体視力 / 쾌속과 동체 시력〉 (언더 걸즈)      | 아키모토 야스시 | 슌류              | 4:09 |           |
| 3. | 〈キスまでカウントダウン / 키스까지 카운트다운〉 (팀A) | 아키모토 야스시 | 스기야마 카츠히코 | 5:20 |           |
| 4. | 〈ハート・エレキ off vocal ver.〉                      |                 | 마루타니 마나부   | 4:58 |           |
| 5. | 〈快速と動体視力 off vocal ver.〉                      | 아키모토 야스시 | 슌류              | 4:09 |           |
| 6. | 〈キスまでカウントダウン off vocal ver.〉              |                 | 스기야마 카츠히코 | 5:19 |           |

| #  | 제목                                        | 재생 시간 |
| -- | ------------------------------------------- | --------- |
| 1. | 〈ハート・エレキ Music Video〉              |           |
| 2. | 〈ハート・エレキ Music Video -Dance ver.-〉 |           |
| 3. | 〈快速と動体視力 Music Video〉              |           |
| 4. | 〈キスまでカウントダウン Music Video〉      |           |

특전
- 전국 악수회 이벤트 참가권 1종 (랜덤, 초회 한정반만)
- 밴드 닉네임 스티커 (전 16종, 랜덤으로 1매 봉입)
- 생사진 1종 (랜덤, 통상반만)

### Type-K
| #  | 제목                                              | 작사            | 작곡            | 편곡 | 재생 시간 |
| -- | ------------------------------------------------- | --------------- | --------------- | ---- | --------- |
| 1. | 〈ハート・エレキ / 하트 일렉〉                    | 아키모토 야스시 | 마루타니 마나부 | 4:59 |           |
| 2. | 〈快速と動体視力 / 쾌속과 동체 시력〉 (언더 걸즈) | 아키모토 야스시 | 슌류            | 4:09 |           |
| 3. | 〈細雪リグレット / 가루눈 리그렛〉 (팀K)          | 아키모토 야스시 | 요코 켄스케     | 3:30 |           |
| 4. | 〈ハート・エレキ off vocal ver.〉                 |                 | 마루타니 마나부 | 4:58 |           |
| 5. | 〈快速と動体視力 off vocal ver.〉                 |                 | 슌류            | 4:09 |           |
| 6. | 〈細雪リグレット off vocal ver.〉                 |                 | 요코 켄스케     | 3:28 |           |

| #  | 제목 | 재생 시간 |
| -- | --- | --------- |
| 1. | 〈ハート・エレキ Music Video〉                                                                               |           |
| 2. | 〈ハート・エレキ Music Video -Dance ver.-〉                                                                  |           |
| 3. | 〈快速と動体視力 Music Video〉                                                                               |           |
| 4. | 〈細雪リグレット Music Video〉                                                                               |           |
| 5. | 〈秋元才加 卒業ドキュメント「強さと弱さの間で」 / 아키모토 사야카 졸업 도큐멘트 〈강점과 약점의 사이에서〉〉 |           |

특전
- 전국 악수회 이벤트 참가권 1종 (랜덤, 초회 한정반만)
- 밴드 닉네임 스티커 (전 16종, 랜덤으로 1매 봉입)
- 생사진 1종 (랜덤, 통상반만)

### Type-B
| #  | 제목                                                            | 작사            | 작곡            | 편곡 | 재생 시간 |
| -- | --------------------------------------------------------------- | --------------- | --------------- | ---- | --------- |
| 1. | 〈ハート・エレキ / 하트 일렉〉                                  | 아키모토 야스시 | 마루타니 마나부 | 4:59 |           |
| 2. | 〈君だけにChu!Chu!Chu! / 그대만을 Chu!Chu!Chu!〉 (텐토우무Chu!) | 아키모토 야스시 | 이마이 히로시   | 4:16 |           |
| 3. | 〈Tiny T-shirt〉 (팀B)                                          | 아키모토 야스시 | 우에다 타츠지   | 4:16 |           |
| 4. | 〈ハート・エレキ off vocal ver.〉                               |                 | 마루타니 마나부 | 4:58 |           |
| 5. | 〈君だけにChu!Chu!Chu! off vocal ver.〉                         |                 | 이마이 히로시   | 4:16 |           |
| 6. | 〈Tiny T-shirt off vocal ver.〉                                 |                 | 우에다 타츠지   | 4:15 |           |

| #  | 제목                                                    | 재생 시간 |
| -- | ------------------------------------------------------- | --------- |
| 1. | 〈ハート・エレキ Music Video〉                          |           |
| 2. | 〈ハート・エレキ Music Video -Dance ver.-〉             |           |
| 3. | 〈君だけにChu!Chu!Chu! Music Video〉                    |           |
| 4. | 〈Tiny T-shirt Music Video〉                            |           |
| 5. | 〈てんとうむChu! ドキュメント / 텐토우무chu! 도큐멘트〉 |           |

특전
- 전국 악수회 이벤트 참가권 1종 (랜덤, 초회 한정반만)
- 밴드 닉네임 스티커 (전 16종, 랜덤으로 1매 봉입)
- 생사진 1종 (랜덤, 통상반만)

### Type-4
| #  | 제목                                              | 작사            | 작곡            | 편곡 | 재생 시간 |
| -- | ------------------------------------------------- | --------------- | --------------- | ---- | --------- |
| 1. | 〈ハート・エレキ / 하트 일렉〉                    | 아키모토 야스시 | 마루타니 마나부 | 4:59 |           |
| 2. | 〈快速と動体視力 / 쾌속과 동체 시력〉 (언더 걸즈) | 아키모토 야스시 | 슌류            | 4:09 |           |
| 3. | 〈清純フィロソフィー→청순 필로소피〉 (팀4)        | 아키모토 야스시 | 타다 신야       | 3:46 |           |
| 4. | 〈ハート・エレキ off vocal ver.〉                 |                 | 마루타니 마나부 | 4:58 |           |
| 5. | 〈快速と動体視力 off vocal ver.〉                 |                 | 슌류            | 4:09 |           |
| 6. | 〈清純フィロソフィー off vocal ver.〉             |                 | 타다 신야       | 3:46 |           |

| #  | 제목 | 재생 시간 |
| -- | --- | --------- |
| 1. | 〈ハート・エレキ Music Video〉 |           |
| 2. | 〈ハート・エレキ Music Video -Dance ver.-〉                                                                                         |           |
| 3. | 〈快速と動体視力 Music Video〉 |           |
| 4. | 〈清純フィロソフィー Music Video〉                                                                                                  |           |
| 5. | 〈チーム4・研究生オーディション 〜卒業を前に伝えたい想いがある〜 / 팀4 · 연구생 오디션 ~졸업을 앞에 두고 전하고 싶은 마음이 있어~〉 |           |

특전
- 전국 악수회 이벤트 참가권 1종 (랜덤, 초회 한정반만)
- 밴드 닉네임 스티커 (전 16종, 랜덤으로 1매 봉입)
- 생사진 1종 (랜덤, 통상반만)

### 극장반
| #  | 제목                                                           | 작사            | 작곡            | 편곡 | 재생 시간 |
| -- | -------------------------------------------------------------- | --------------- | --------------- | ---- | --------- |
| 1. | 〈ハート・エレキ / 하트 일렉〉                                 | 아키모토 야스시 | 마루타니 마나부 |      |           |
| 2. | 〈快速と動体視力 / 쾌속과 동체 시력〉 (언더 걸즈)              | 아키모토 야스시 | 슌류            |      |           |
| 3. | 〈君の瞳はプラネタリウム / 네 눈동자는 플라네타리움〉 (연구생) | 아키모토 야스시 | Noda Akiko      |      |           |
| 4. | 〈ハート・エレキ off vocal ver.〉                              |                 | 마루타니 마나부 |      |           |
| 5. | 〈快速と動体視力 off vocal ver.〉                              |                 | 슌류            |      |           |
| 6. | 〈君の瞳はプラネタリウム off vocal ver.〉                      |                 | Noda Akiko      |      |           |

특전 (3개 중에서 1개를 선택)
- 극장판 발매 기념 대악수회 참가권+오리지널 크레디트 멤버 개별 생사진 1장
- 극장판 발매 기념 대악수회 당일 멤버 지명 참가권+오리지널  크레디트 멤버 개별 생사진 1장
- 오리지널 크레디트 멤버 개별 생사진 2장

## 선발 멤버
소속 팀은 발매일 시점

### 하트 일렉
(센터:코지마 하루나)
- AKB48:이리야마 안나, 카와에이 리나, 다카하시 미나미, 요코야마 유이, 와타나베 마유, 오오시마 유코, 카시와기 유키, 코지마 하루나, 시마자키 하루카, 미네기시 미나미, SKE48:마츠이 쥬리나, NMB48:와타나베 미유키, SKE48:마츠이 레나, NMB48:야마모토 사야카, HKT48 / HKT48 극장 지배인:사시하라 리노, HKT48:오오타 아이카

#### 멤버와 닉네임 · 담당 악기 목록
본 악곡에서는, 선발 멤버는 가공 밴드 〈The G.FINGERS〉의 멤버라고 하는 설정이 되어 있어, 각각 닉네임이 붙여있다.
| 멤버            | 닉네임     | 담당 악기 |
| --------------- | ---------- | --------- |
| 코지마 하루나   | 미셸       | 리드 보컬 |
| 타카하시 미나미 | 린다       | 리드 기타 |
| 오오시마 유코   | 루시       | 베이스    |
| 카시와기 유키   | 캐서린     | 드럼      |
| 사시하라 리노   | 로라       | 코러스    |
| 와타나베 마유   | 엘리자베스 | 키보드    |
| 마츠이 쥬리나   | 캐롤라인   | 리듬 기타 |
| 시마자키 하루카 | 안젤리나   | 키보드    |
| 마츠이 레나     | 샌디       | 탬버린    |
| 야마모토 사야카 | 로잔나     | 코러스    |
| 요코야마 유이   | 메아리     | 백 댄서   |
| 카와에이 리나   | 카와에이   | 백 댄서   |
| 와타나베 미유키 | 조세핀     | 백 댄서   |
| 미네기시 미나미 | 바바라     | 백 댄서   |
| 오오타 아이카   | 마가레트   | 백 댄서   |
| 이리야마 안나   | 베로니카   | 백 댄서   |

### 쾌속과 동체 시력
〈언더 걸즈〉 명의
(센터:스다 아카리, 카토 레나)
- AKB48:이와타 카렌, 키쿠치 아야카, 사토 스미레, 타카하시 쥬리, NMB48:야구라 후코, HKT48:코다마 하루카, 키타하라 리에, 쿠라모치 아스카, 무토 토무, SKE48:후루하타 나오, 우메다 아야카, 카토 레나, SKE48:오오바 미나, JKT48:타카죠 아키, NMB48:이치카와 미오리
- SKE48:키자키 유리아, 스다 아카리, 타카야나기 아카네, 키모토 카논
- HKT48:미야와키 사쿠라

### 키스까지 카운트다운
〈Team A〉 명의
(센터:와타나베 마유)
- AKB48:이즈타 리나, 이리야마 안나, 이와타 카렌, 오오시마 료카, 카와에이 리나, 키쿠치 아야카, 코바야시 마리나, 사사키 유카리, 사토 스미레, 타카하시 쥬리, 타카하시 미나미, 타노 유카, 마츠이 사키코, 모리카와 아야카, 요코야마 유이, 와타나베 마유, NMB48:야구라 후코, HKT48:코다마 하루카, SNH48:스즈키 마리야

### 가루눈 리그렛
〈Team K〉 명의
(센터:오오시마 유코, 마츠이 쥬리나)
- AKB48:아베 마리아, 우치다 마유미, 오오시마 유코, 키타하라 리에, 쿠라모치 아스카, 코바야시 카나, 사토 아미나, 시마다 하루카, 스즈키 시호리, 치카노 리나, 나가오 마리야, 나카타 치사토, 히라타 리나, 후지타 나나, 마에다 아미, 미야자키 미호, 무토 토무, SKE48:마츠이 쥬리나, SKE48:후루하타 나오, JKT48:노자와 레나
- 팀4: 아이가사 모에
- 연구생: 유모토 아미
아이가사·유모토는 팀K 소속은 아니지만 악곡에 참가하고 있다(MV에도 출연).

### 그대만을 Chu!Chu!Chu!
〈텐토우무Chu!〉 명의
(센터:코지마 마코)
- AKB48:오카다 나나, 코지마 마코, 니시노 미키
- SKE48:키타가와 료하
- NMB48:시부야 나기사
- HKT48:타시마 메루
- HKT48:토모나가 미오

### Tiny T-shirt
〈Team B〉 명의
(센터:카시와기 유키)
- AKB48:이시다 하루카, 이와사 미사키, 우메다 아야카, 오오야 시즈카, 오오모리 미유, 카시와기 유키, 카타야마 하루카, 카토 레나, 코지마 나츠키, 코지마 하루나, 시마자키 하루카, 타케우치 미유, 타나베 미쿠, 나카무라 마리코, 나토리 와카나, 노나카 미사토, 후지에 레이나, 야마우치 스즈란, SKE48:오오바 미나, NMB48:이치카와 미오리, NMB48:와타나베 미유키, JKT48:타카죠 아키

### 청순 필로소피
〈Team 4〉 명의
(센터:코지마 마코)
- AKB48:아이가사 모에, 이와타테 사호, 우치야마 나츠키, 우메타 아야노, 오카다 아야카, 오카다 나나, 키타자와 사키, 코지마 마코, 시노자키 아야나, 타카시마 유리나, 니시노 미키, 하시모토 히카리, 마에다 미츠키, 미네기시 미나미, 무라야마 유이리, 모기 시노부

### 네 눈동자는 플라네타리움
〈AKB48 연구생〉 명의
- AKB48:이치카와 마나미, 오오와다 나나, 코미야마 하루카, 사토 키아라, 츠치야스 미즈키, 후쿠오카 세이나, 무카이치 미온, 유모토 아미
15기 연구생은 이번 작품이 싱글 첫 참가가 된다. 2013년 10월 28일 자에 연구생으로 승격한 오오카와 리오·타츠야 마키호는 참가하고 있지 않다.

## 발매일
| 국가     | 날짜             | 포맷                    | 레이블                          |
| -------- | ---------------- | ----------------------- | ------------------------------- |
| 일본     | 2013년 10월 30일 | CD+DVD, CD, 디지털 음원 | You, Be Cool!                   |
| 대한민국 | 2019년 1월 4일   | 디지털 음원             | 스톤뮤직엔터테인먼트, 지니 뮤직 |

## SNH48 버전
본 악곡을 SNH48이 〈心电感应〉라는 제목으로 가사를 중국어로 개사해서 불렀으며 동명의 미니 음반에 수록된다. 